# Хотячів
Хо́тячів — село в Україні, в Устилузькій міській територіальній громаді Володимирського району Волинської області. Населення становить 275 осіб.

## Географія
Селом протікає річка Студянка.

## Історія
У 1906 році село Хотячівської волості Володимир-Волинського повіту Волинської губернії. Відстань від повітового міста 12 верст. Дворів 96, мешканців 438.
У 1915 р. село було спалене відступаючими російськими військами
У серпні 2015 року село увійшло до складу новоствореної Устилузької міської громади.
12 червня 2020 року, відповідно до розпорядження Кабінету Міністрів України № 708-р «Про визначення адміністративних центрів та затвердження територій територіальних громад Волинської області», увійшло до складу Устилузької міської територіальної громади.
19 липня 2020 року, в результаті адміністративно-територіальної реформи та ліквідації  Володимир-Волинського району(1940—2020), село увійшло до новоутвореного Володимир-Волинського району (від 18 липня 2022 Володимирського).
В селі похований солдат ЗСУ Сак Вадим Андрійович, загинув у боях за Бахмутку.

## Населення
Згідно з переписом УРСР 1989 року чисельність наявного населення села становила 455 осіб, з яких 208 чоловіків та 247 жінок.
За переписом населення України 2001 року в селі мешкали 273 особи. 100 % населення вказало своєю рідною мовою українську мову.